# 사무스 아란

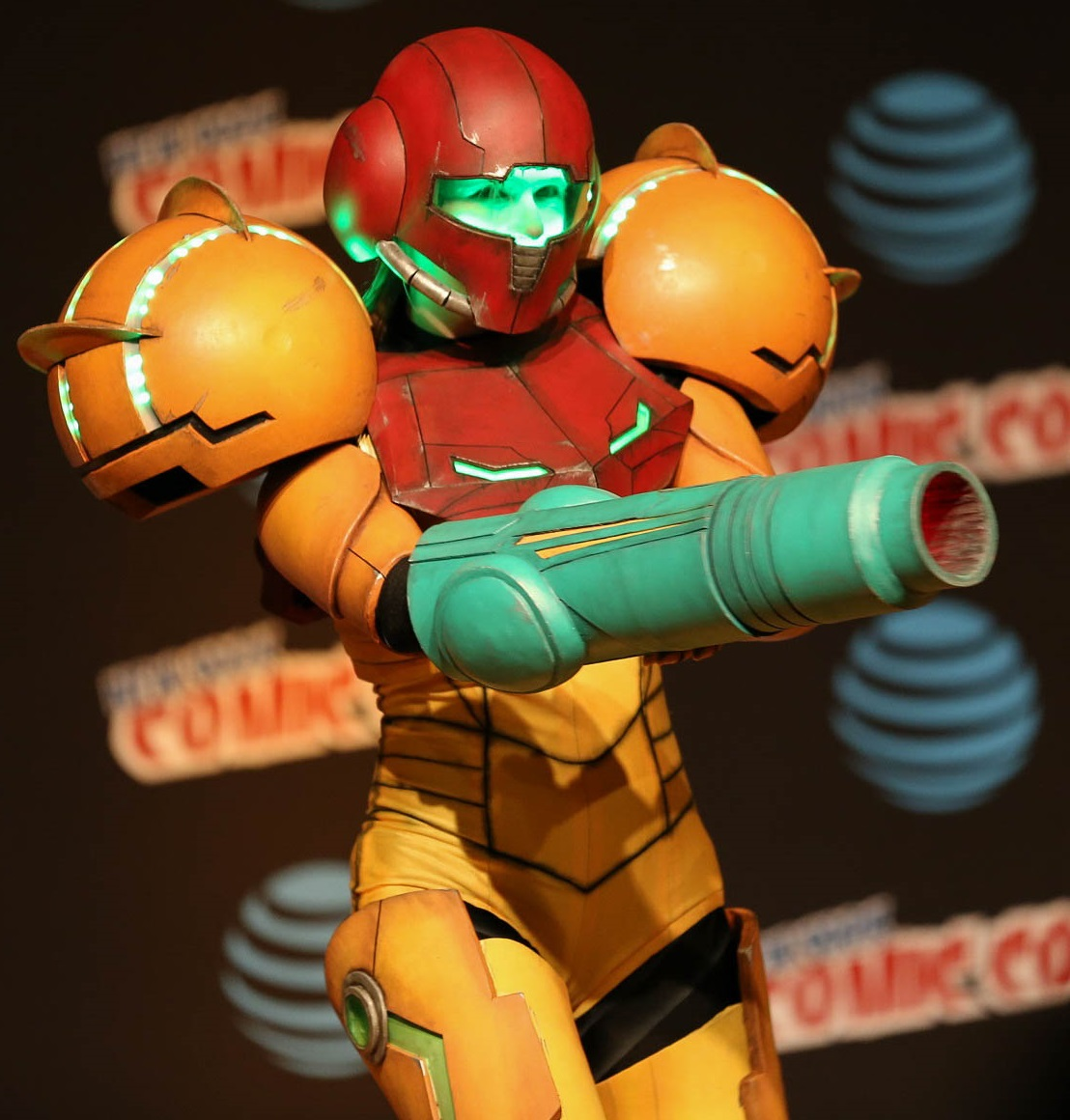

사무스 아란(일본어: サムス・アラン, 영어: Samus Aran)은 비디오 게임 캐릭터로, 닌텐도에서 만드는 게임 시리즈 메트로이드 시리즈의 주인공이다.
게임상에서는 보통 슈트를 착용하고 있다. 슈트를 착용한 상태의 신장은 190cm, 체충은 90kg라고 한다.
스매시브라더스 시리즈에도 첫 작품부터 꾸준히 출연하고 있다.

## 장비와 능력

### 파워드 슈츠
- 노멀 슈트
- 전설의 파워드 슈트
- 퓨전 슈트
- 배리어 슈트
- 그래비티 슈트
- 페이존 슈트
- 다크 슈트
- 라이트 슈트
- PED 슈트
- 버저드 실드